# Sainte-Hélène-du-Lac
Sainte-Hélène-du-Lac é uma comuna francesa na região administrativa de Auvérnia-Ródano-Alpes, no departamento de Saboia. Estende-se por uma área de 7,09 km². Em 2010 a comuna tinha 804 habitantes (densidade: 113,4 hab./km²).